# Ladomerská Vieska
Ladomerská Vieska je obec na Slovensku v okrese Žiar nad Hronom v Banskobystrickém kraji, ležící na levém břehu řeky Hron u Žiaru nad Hronom. Území obce vytváří klín v území města Žiar nad Hronom. Obec má dvě části, zhruba rozdělené bezejmenným potokem: Ladomer a Vieska. Do části Vieska spadá část průmyslového komplexu žiarských hliníkáren. Do části Ladomer spadá též železniční stanice Žiar nad Hronom.
První písemná zmínka o obci je z roku 1335. V části Vieska je římskokatolický kostel Všech svatých pocházející ze 13. nebo 14. století.
V obci se narodil maďarský literární vědec Frigyes Riedl (1856–1921), člen Maďarské akademie věd.